# Domingo García y Díaz
Domingo García y Díaz fue un pintor español del siglo XIX.

## Biografía
Habría nacido en 1817. Pintor natural de Jerez de la Frontera, donde estudió con el pintor honorario de cámara Juan Rodríguez, fue discípulo posteriormente de la Academia de San Fernando, en cuyas clases alcanzó diferentes premios. En la Exposición celebrada en su ciudad natal en 1855 fue premiado con medalla de oro; en la de 1858 presentó un retrato al óleo y dos al pastel, que obtuvieron mención honorífica.
En las Nacionales de Bellas Artes de 1856 y 1862, los siguientes trabajos: Retrato de la Sra. Montenegro en el papel de Norma; Gonzalo Gustios de Lara estando prisionero en Córdoba le presentan las siete cabezas de sus hijos, llamados los Infantes de Lara; San Bruno en oración, Un frutero al pastel, y cuatro retratos. En la de 1878 Decadencia de la Inquisición, Retrato de una hermana del autor, Otro retrato, Una joven en el tocador, Tinado al aire libre en una huerta del partido de Badealanes (Antequera), e Interior del molino llamado de Caldererías (Antequera).
En la de 1881 presentó El verano en Andalucía, La devanadera, A beber y Un tirador de caballería. Fueron también de su mano un lienzo que regaló en 1861 para la rifa destinada a erigir en Sevilla un monumento a Murillo, Interior de un palco en la plaza de toros, Una maja hablando con un embozado, Retrato de D. Juan María Capitán, otro de Calderón de la Barca y Santa Teresa de Jesús. Estos dos últimos fueron pintados para el Círculo Antequerano.